# Симеон Смилев
Симеон Трайков Смилев е български революционер, деец на Вътрешната македоно-одринска революционна организация.

## Биография
Симеон Смилев е роден на 25 август 1880 година в битолското село Велмевци, тогава в Османската империя. Завършва втори клас и се занимава с търговия. През 1901 година е избран за ръководител на революционния комитет на ВМОРО в родното си село, а през 1902 година минава в нелегалност и става четник при Йордан Пиперката. През Илинденско-Преображенското въстание е войвода на селска чета.
При избухването на Балканската война в 1912 година е доброволец в Македоно-одринското опълчение в 3 рота на 6 охридска дружина. Награден е с орден „За храброст“ IV степен.